# Venarsal
Venarsal is een plaats en voormalige gemeente in het Franse departement Corrèze in de regio Nouvelle-Aquitaine en telt 369 inwoners (1999).

## Geschiedenis
Op 1 januari 2016 is de gemeente gefuseerd met Malemort-sur-Corrèze tot de huidige gemeente Malemort. Deze gemeente maakt deel uit van het arrondissement Brive-la-Gaillarde.

## Geografie
De oppervlakte van Venarsal bedraagt 3,1 km², de bevolkingsdichtheid is 119,0 inwoners per km².
De onderstaande kaart toont de ligging van Venarsal met de belangrijkste infrastructuur en aangrenzende gemeenten.

## Demografie
Onderstaande figuur toont het verloop van het inwonertal.